# 대한민국 전몰군경미망인회
전몰군경미망인회(戰沒軍警未亡人會)는 회원이 상부상조하고 자활 능력을 배양하기 위해 설립된 대한민국 국가보훈부 소관 사단법인이다. 서울특별시 영등포구 국회대로 76길 33 중앙보훈회관 3층에 위치하고 있다.

## 설립 근거
- 국가유공자 등 단체 설립에 관한 법률 제1조[1]

## 연혁
- 1963년 8월 12일: 대한전몰군경미망인회 설립

## 조직

### 대한민국전몰군경미망인회장

#### 대의원
- 감사
- 이사

##### 부회장

###### 사무총장
- 서무부장
- 지도부장